# Lucia Riccelli
Lucia Riccelli (* 1970 in Rom) ist eine italienische Malerin und Performance-Künstlerin. Sie lebt und arbeitet in Wien, Rom und Zakynthos.

## Leben und Wirken
Lucia Riccelli wurde in Rom geboren und studierte an der Accademia di Belle Arti di Roma Malerei und Bühnenbild. 1993 schloss sie ihr Studium an der Akademie der bildenden Künste in Rom mit einem Diplom in Bühnenbild ab. Sie studierte Ballett an einem privaten Konservatorium in Rom und erhielt 1990 ihr Diplom. Anschließend spezialisierte sie sich auf zeitgenössischen Tanz, physisches Theater und Yoga und besuchte Kurse in Rom, Wien, London, Paris und Salzburg. Die Künstlerin studiert und spielt seit 1987 Geige. Nach ihrem Umzug nach Wien im Jahr 1995 arbeitete sie für verschiedene Tanzkompanien in Italien, Österreich, Deutschland, Großbritannien (London), den USA (New York) und Ägypten (Internationales Festival für experimentelles Theater, Kairo). 
Seit 2005 macht sie Action-Paintings und Kunstperformances und nimmt an zahlreichen künstlerischen und kommerziellen Veranstaltungen teil. Lucia Riccelli hat Aufführungen und Tanzimprovisationen bei verschiedenen Konzerten mit verschiedenen Musikern, Komponisten und Autoren. Die darstellende Kunst hat immer die künstlerische Entwicklung von Lucia Riccelli beeinflusst. Sie leitet ihre eigenen Performances, in denen Malerei, Tanz, Videofilm, Live-Musik, Installationskunst und Live-Malerei kontinuierlich erforscht und in ihrer künstlerischen Arbeit reflektiert werden. Sie unterrichtet Malerei, Zeichnung und Modern Dance an öffentlichen und privaten Schulen sowie in ihrem Atelier.

## Ausstellungen
Riccelli stellte erstmals 1999 in Wien aus. Es folgten weitere Ausstellungen in Österreich, Italien (2005), China (2011), den USA (2013) und Deutschland. 2016 war sie erstmals bei der Art austria vertreten.